# 李順娥
李順娥（1843年—1928年），朝鮮高宗的後宮嬪御，堂號為「永保」。

## 生平
高宗五年（1868年）閏四月初十日辰時，她為高宗生下庶長子李墡，不過卻沒有得到晉升。十三年（1876年）李墡被封為完和君，卻在十七年（1880年）正月十二日不幸夭折，十幾天後高宗封李氏為淑媛。
高宗四十三年（1906年）李氏晉升為貴人，於1928年過世，享壽八十六歲（虛歲）。

## 註解
1. ↑  . sillok.history.go.kr.   [2017-09-27]. （原始内容存档于2019-08-22） （韩语）.
2. ↑  . sillok.history.go.kr.   [2017-09-27]. （原始内容存档于2019-08-14） （韩语）.
3. ↑  . sillok.history.go.kr.   [2017-09-27]. （原始内容存档于2019-08-22） （韩语）.
4. ↑  . sillok.history.go.kr.   [2017-09-27]. （原始内容存档于2019-08-16） （韩语）.
5. ↑  . NAVER Newslibrary.   [2017-09-27] （韩语）.
6. ↑  .   [2018-04-15]. （原始内容存档于2018-04-15）.